# تبادل کارآمد اکس‌ام‌ال
تبادل کارآمد اکس ام ال (Efficient XML Interchange یا EXI) یک قالب اکس ام ال دودویی است که به عنوان یک توصیه از سوی کنسرسیوم W3C در ۱۰ مارس ۲۰۱۱ پذیرفته شده است. این قالب توسط گروه کاری تبادل کارآمد اکس ام ال (EXIWG) در W3C توسعه یافته است و یکی از برجسته‌ترین تلاشها برای کدگذاری اسناد اکس ام ال به قالب دودویی نسبت به متن ساده است.
استفاده از قالب اکس ام ال دودویی عموماً طولانی شدن اسناد اکس ام ال را کاهش می‌دهد و حتی ممکن است زمان تجزیه را کم کند.
کارایی تولید محتوای اکس ام ال از دودویی به خوبی تولید کد دودویی از سند اصلی نیست، هر چند این مورد به ارائه دودویی واقعی که استفاده شده است هم بستگی دارد.